# Tanymecina
Tanymecina es una subtribu de insectos coleópteros curculiónidos pertenecientes a la subfamilia Entiminae.  

## Géneros
- Acrocoelopus – Airosimus – Amotus – Anemeroides – Anemerus – Burmanicus – Charactopus – Chlorophanus – Cycloderes – Diglossotrox – Esamus – Eurymetopellus – Hadromeropsis – Hadromerus – Hauserella – Hodurus – Homoeotrachelus – Isodacrys – Isodrusus – Krauseus – Macropterus – Meotiorhynchus – Mesorenius – Miloderoides – Minyomerus – Mythecops – Pachnaeus – Pandeleteinus – Pandeleteius – Paradacrys – Paululusus – Phacephorus – Phaenoderus – Piscatopus – Protenomus – Pseudotanymecus – Scalaventer – Scepticus – Somerenius – Tanymecus – Trigonoscutoides – Xerodelphax